# Prvislav Weissenberger Raganzini
Prvislav Weissenberger Raganzini (Miolica) je čileanski povjesničar hrvatskog podrijetla.
Pisao je o povijesti hrvatskog iseljeništva na sjeveru Čilea.
Profesor je emetirus na Universidad Catolica de Santiago de Chile. Suradnik je lista Studia croatica.
Napisao je djela:
- Das suedsiawische Adriabahnennetz[6]
- Relaciones entre Austria-Hungría y Chile, 1967. i 1968. (objavili Pontificia Universidad Católica de Chile, Facultad de Filosofía y Ciencias de la Educación in Santiago de Chile)[7]
- Solidaridad de los croatas en Chile con el movimiento nacional en Croacia (Hechos registrados por la prensa chilena en 1903 con motivo de celebrarse el 73ş aniversario de Francisco José Ide Habsburgo, 1972.[8][9]
- España en la encrucijada a fines de noviembre de 1936 vista por un observador croata - Contribución a la historia de las relaciones entre España y Yugoslavia-Croacia, 1974.[8][10]
- La Segunda Guerra Mundial en los Balcanes, 1976.
- 1979 - Año de la Comunidad Europea, 1979.